# Roy Parker
Roy ("Leroy") Parker (... – 1966) è stato un disegnatore statunitense che lavorò nell'industria dei flipper.
Realizzò sia piani di gioco (playfields) che vetrate frontali (backglasses), firmando circa 300 diverse pinball machines.
Roy Parker già dagli anni trenta e fino al 1966 lavorò principalmente per la famosa fabbrica Gottlieb, come dipendente delle due ditte che realizzavano le serigrafie per i flipper nel decennio dagli anni cinquanta agli anni sessanta. Su espressa richiesta di David Gottlieb, fondatore dell'omonima fabbrica, l'attività artistica di Roy Parker presso le due citate ditte serigrafiche venne prestata sempre in esclusiva per la Gottlieb, dal 1947 al 1966. 
Le sue opere erano ben rifinite e ricche di dettagli e il suo tratto fu ispirato ai classici dell'illustrazione moderna. Il segno distintivo di Roy Parker era la cosiddetta "Parker Blonde", una ragazza bionda dalla snella figura presente in quasi tutti i suoi lavori, rappresentata sia nei piani di gioco che nelle vetrate. Parker era solito arricchire i suoi lavori di molti dettagli curiosi, come ad esempio personaggi che ritraggono suoi amici, o piccoli divertenti commenti delle figure rappresentate. La sua passione per i dettagli si espresse particolarmente nella decorazione delle vetrate, che meritano sempre di essere osservate con molta attenzione.
La sua eredità venne raccolta negli anni successivi da Ed Krynski per i piani di gioco; da Art Stenholm e poi da Gordon Morison per le vetrate. 
Tra le macchine più famose di sua realizzazione troviamo degli autentici classici della produzione dei flipper: Lot-O-Fun (1939), Miami Beach (1941), Lady Robin Hood (1948), l'elegantissimo Bank-A-Ball (1950) ispirato al gioco del biliardo, Quartette (1952), Sunshine (1958), Egghead (1961); tra i suoi ultimi lavori il classico Kings & Queens (1965), ispirato ai giochi di carte.